# احسان شریعتی
احسان شریعتی مزینانی (زاده ۱۲ شهریور ۱۳۳۸ در مشهد) فیلسوف معاصر ایرانی. او فارغ‌التحصیل رشتهٔ فلسفه از دانشگاه سوربن فرانسه است و سابقه تدریس در کلاس‌های آزاد مؤسسه پرسش را دارد. او مدتی به عنوان استاد مدعو در گروه فلسفه دانشگاه تهران و دانشگاه آزاد اسلامی واحد علوم و تحقیقات تهران تدریس می‌کرد.
احسان اولین فرزند دکتر علی شریعتی است.

## زندگی

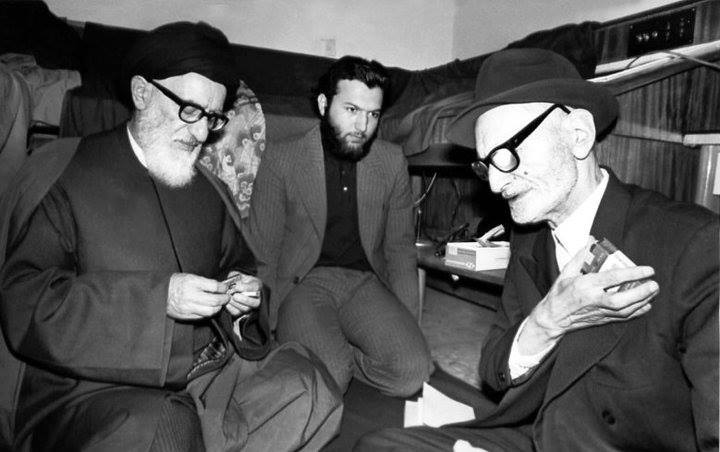
از چپ: محمود طالقانی، احسان شریعتی و محمدتقی شریعتی

احسان شریعتی در ۱۲ شهریور ۱۳۳۸ در مشهد متولد شد. تحصیلات اولیه را تا پنجم دبیرستان در ایران گذراند. او سپس از ایران خارج شد و سال آخر دبیرستان را در آمریکا (سیاتل، واشینگتن) گذراند. در سال ۱۳۵۶ دیپلم فلسفه را در آمریکا گرفت. در همان سال پدرش درگذشت. او پس از مرگ پدر دیگر به آمریکا بازنگشت و به فرانسه رفت. در سال ۱۳۵۷، دیپلم دوم‌اش را در رشته ادبیات و علوم انسانی گرایش فلسفه دریافت کرد و در نهایت وارد دانشگاهی در شهر اکس ان پروانس در جنوب فرانسه شد و رشته فلسفه را انتخاب کرد. او در سال ۱۳۵۸ که مشغول به تحصیل سال اول رشته فلسفه در دانشگاه بود، به ایران بازگشت، واحدهایی را معادل‌سازی کرد و در دانشگاه ملی (شهیدبهشتی) پذیرفته شد و به مدت یک سال، رشته فلسفه را در این دانشگاه ادامه داد که مسئله انقلاب فرهنگی پیش آمد. او در سال ۱۳۶۰ به پاریس برگشت و یک سال پایانی مقطع کارشناسی فلسفه را در اکس ان پروانس ادامه داد و موفق به اخذ این مدرک در ۱۹۸۱ میلادی شد. احسان شریعتی چند سال بعد در مقطع کارشناسی ارشد فلسفه دانشگاه سوربن ثبت نام کرد.
او در سال ۱۳۶۸ ازدواج کرد و در سال ۱۹۹۴ میلادی (۱۳۷۳ شمسی) دوره کارشناسی ارشد فلسفه (گرایش فلسفه قرون وسطی و فلسفه اسلامی) را با ارائه رساله خود با موضوع «فلسفه سیاسی فارابی»، که ترجمه و شرح سیاست المدنیه فارابی از عربی قرن دهم به فرانسه بود، در سوربن پاریس به پایان برد. وی با ارائه رساله‌ای دیگر در سال ۱۹۹۵ میلادی (۱۳۷۴ شمسی) دوره یکساله پیش‌دکترا را پشت سر گذاشت.
احسان در سال ۱۹۹۷ میلادی (۱۳۷۶ شمسی) در رشته فلسفه دانشگاه سوربن پاریس ثبت نام کرد و شروع به گذراندن واحدهای گرایش جدید خود (فلسفه اگزیستانس و فنومنولوژی) کرد. چند سال بین پیش‌دکترا و دفاع از رساله دکترا فاصله افتاد، چون موضوع رساله دکترا از فلسفه قرون وسطی به فلسفه معاصر تغییر کرده‌بود. سرانجام او رساله خود را با موضوع تبعات اندیشه وجودی مارتین هایدگر (بویژه در دو بعد دینی و سیاسی) و اثرگذاری آن بر متفکران ایرانی (نقد قرائت احمد فردید) تکمیل کرد و موفق به اخذ مدرک دکترای خود از دانشگاه سوربن پاریس در سال ۲۰۰۷ میلادی (۱۳۸۶ شمسی) شد.
احسان در سال ۱۳۸۶ و به مناسبت سی‌امین سالگرد درگذشت علی شریعتی به ایران برگشت و در نیمسال اول تحصیلی سال ۸۸_۱۳۸۷ به تدریس در دانشگاه تهران مشغول شد. در ترم اول تدریس او در دانشگاه تهران، درس فلسفه‌های اگزیستانس (درس ۲ واحدی مقطع کارشناسی ارشد) به او واگذار شد و در نیمسال دوم تحصیلی ۸۸_۱۳۸۷ به تدریس فلسفه‌های جدید و معاصر (درس ۲ واحدی مقطع کارشناسی) در دانشگاه تهران پرداخت. او گاهی به عنوان استاد داور پایان‌نامه‌ها در دانشگاه تهران حضور می‌یابد.

## آثار
- «فلسفه هایدگر و قرائت ایرانی آن»، احسان شریعتی، ترجمه امیر رضایی، تهران: انتشارات گام نو، ۱۳۹۰
- «دین و دولت» (پیرامون مناسبات دین و ایدئولوژی با دمکراسی و لائیسیته)، پاریس: انتشارات ارشاد، ۱۳۶۱
- «فلسفه خودی در اندیشه اقبال لاهوری» پاریس، انتشارات ارشاد، اسفند ۱۳۶۲
- «نظریه نفس» ابن سینا، سمینار بین‌المللی فلسفه در سده‌های میانه، دانشگاه پاریس، ۱۳۶۴
- «فلسفه سیاسی فارابی»، شرح رساله «سیاسة المدنیه» و ترجمه آن به فرانسه (رساله زیر نظر ژانین کی- یه متخصص فلسفه قرون وسطای مسیحی، مؤلف کتاب «کلیدهای قدرت» در سده‌های میانه و مترجم و شارح کتاب «مدافع صلح» اثر مارسیل پادوا متفکر «طریقتِ مدرن» و «جامعه مدنی»، پاریس، ۱۳۷۰
- «مبانی مردمسالاری در فلسفه سیاسی اسلام»، پاریس، گاهنامه «پژوهش»، ۱۳۷۵
- «در پی حریفی درست پیمان» (ملاحظاتی پیرامون جزوه «مارکسیسم اسلامی و اسلام مارکسیستی» نوشته بیژن جزنی)، پاریس، انتشارات خاوران، بهار ۱۳۷۸، ص ۳۸۵–۳۶۵
- «نیندیشیده‌مانده‌های فلسفی اندیشه معلم شریعتی»، دفترهای بنیاد، دفتر اول: در حاشیهٔ متن، به کوشش بنیاد فرهنگی دکتر شریعتی، تهران، ۱۳۷۹
- «دربارهٔ رویکرد و رویارویی فلسفی»، سخنرانی در «انجمن ایرانی فلسفه آورد» (آگون)، پاریس، ۱۳۷۹
- «فانون ایرانی: قرائتِ شریعتی» (اندیشیدن به ضد اندیشه: خشونت)، سخنرانی در سمینار بین‌المللی «فانونِ ناشناخته»، پروژه یونسکو بنام «راه بردگان»، پاریس، ۱۲ آذر ۱۳۸۰، ۳ دسامبر ۲۰۰۱، مجموعه سخنرانی‌های این سمینار به زبان فرانسه در دست انتشار توسط «حلقه فانون».
- «توابع سیاسی فلسفهٔ هستی هایدگر و سنجش قرائت ایرانی آن نزد احمد فردید» (رسالهٔ دورهٔ دکترا)
- «در هویت ملی»، خودکاوی ملی در عصر جهانی شدن، دفترهای بنیاد، دفتر دوم، تهران، قصیده‌سرا، ۱۳۸۱
- «پیش درآمدی بر فلسفه دین هگل» + «در موازنهٔ منفی و مثبتِ دین و ایدئولوژی»، تهران، دفترهای بنیاد شریعتی ۳، در دست انتشار
- اعترافات آگوستین قدیس، آگوستین قدیس، افسانه نجاتی (مترجم)، احسان شریعتی (مقدمه)، تهران: پیام امروز، ۱۳۸۵

## شجره‌نامه
|              |              |              |              | محمدتقی شریعتی |              |            |            |             |             |             |             |                 |                 |                 |                 |                 |                 |             |             |                |                |                |                |                |                |             |             |             |             |
|              |              |              |              |                |              |            |            |             |             |             |             |                 |                 |                 |                 |                 |                 |             |             |                |                |                |                |                |                |             |             |             |             |
|              |              |              |              |                |              |            |            |             |             |             |             |                 |                 |                 |                 |                 |                 |             |             |                |                |                |                |                |                |             |             |             |             |
|              |              |              |              | علی شریعتی     | علی شریعتی   | علی شریعتی | علی شریعتی | علی شریعتی  | علی شریعتی  |             |             | پوران شریعت‌رضوی | پوران شریعت‌رضوی | پوران شریعت‌رضوی | پوران شریعت‌رضوی | پوران شریعت‌رضوی | پوران شریعت‌رضوی |             |             | مهدی شریعت‌رضوی | مهدی شریعت‌رضوی | مهدی شریعت‌رضوی | مهدی شریعت‌رضوی | مهدی شریعت‌رضوی | مهدی شریعت‌رضوی |             |             |             |             |
|              |              |              |              | علی شریعتی     | علی شریعتی   | علی شریعتی | علی شریعتی | علی شریعتی  | علی شریعتی  |             |             | پوران شریعت‌رضوی | پوران شریعت‌رضوی | پوران شریعت‌رضوی | پوران شریعت‌رضوی | پوران شریعت‌رضوی | پوران شریعت‌رضوی |             |             | مهدی شریعت‌رضوی | مهدی شریعت‌رضوی | مهدی شریعت‌رضوی | مهدی شریعت‌رضوی | مهدی شریعت‌رضوی | مهدی شریعت‌رضوی |             |             |             |             |
|              |              |              |              |                |              |            |            |             |             |             |             |                 |                 |                 |                 |                 |                 |             |             |                |                |                |                |                |                |             |             |             |             |
|              |              |              |              |                |              |            |            |             |             |             |             |                 |                 |                 |                 |                 |                 |             |             |                |                |                |                |                |                |             |             |             |             |
| احسان شریعتی | احسان شریعتی | احسان شریعتی | احسان شریعتی | احسان شریعتی   | احسان شریعتی |            |            | سارا شریعتی | سارا شریعتی | سارا شریعتی | سارا شریعتی | سارا شریعتی     | سارا شریعتی     |                 |                 | سوسن شریعتی     | سوسن شریعتی     | سوسن شریعتی | سوسن شریعتی | سوسن شریعتی    | سوسن شریعتی    |                |                | مونا شریعتی    | مونا شریعتی    | مونا شریعتی | مونا شریعتی | مونا شریعتی | مونا شریعتی |